# Long Hiệp, Minh Long
Long Hiệp là một xã thuộc huyện Minh Long, tỉnh Quảng Ngãi, Việt Nam.
Xã Long Hiệp có diện tích 17,32 km², dân số năm 2019 là 4.372 người, mật độ dân số đạt 252 người/km².